# Telve
Telve is een gemeente in de Italiaanse provincie Trente (regio Trentino-Zuid-Tirol) en telt 1914 inwoners (31-12-2004). De oppervlakte bedraagt 64,8 km², de bevolkingsdichtheid is 30 inwoners per km².

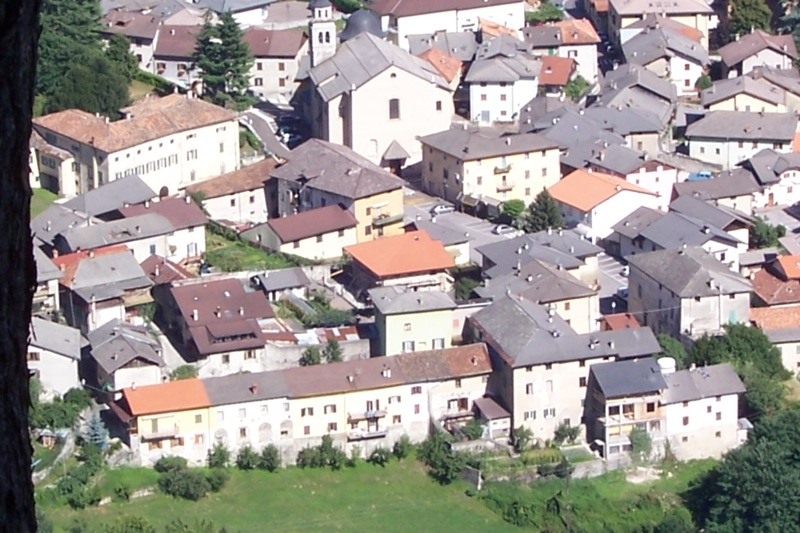
Telve
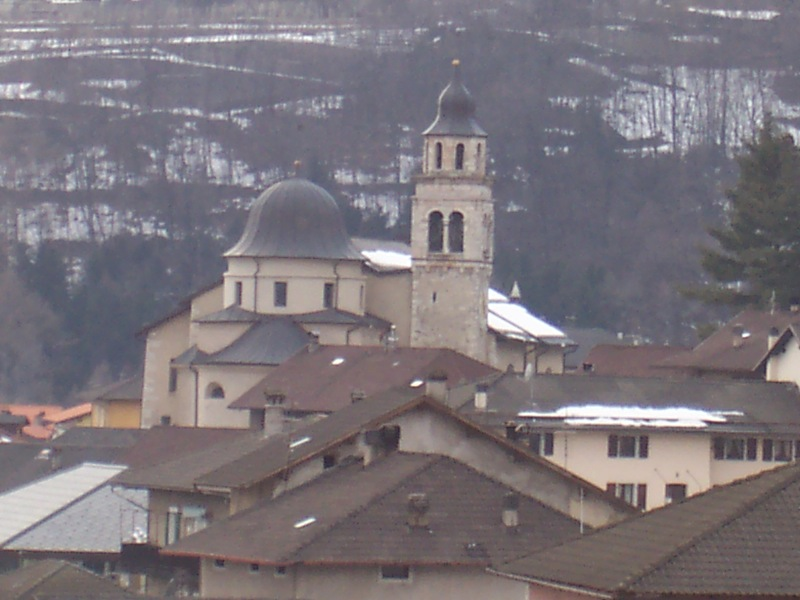
Kerk Santa Maria Assunta

## Demografie
Telve telt ongeveer 697 huishoudens. Het aantal inwoners steeg in de periode 1991-2001 met 9,2% volgens cijfers uit de tienjaarlijkse volkstellingen van ISTAT.
| Jaar | Inwoneraantal |
| ---- | ------------- |
| 1991 | 1728          |
| 2001 | 1887          |

## Geografie
De gemeente ligt op ongeveer 548 m boven zeeniveau.
Telve grenst aan de volgende gemeenten: Castello-Molina di Fiemme, Castello-Molina di Fiemme, Valfloriana, Pieve Tesino, Scurelle, Baselga di Pinè, Palù del Fersina, Telve di Sopra, Carzano, Borgo Valsugana, Castelnuovo.